# Mops pumilus
Mops pumilus, vaak ook als Chaerephon pumila aangeduid, is een zoogdier uit de familie van de bulvleermuizen (Molossidae). De wetenschappelijke naam van de soort werd voor het eerst geldig gepubliceerd door Cretzschmar in 1826. Het is vermoedelijk ook een synoniem van Chaerephon pusillus en Chaerephon pumilus, hoewel hier nog geen uitsluitsel over is. Het is mogelijk dat soorten die afgesplitst worden niet meer als 'least concern' ('niet bedreigd') kunnen worden aangemerkt.

## Voorkomen
De soort komt voor in grote delen van Sub-Saharisch Afrika en Zuidwest-Azië van Senegal in het westen tot Jemen en Saoedi-Arabië in het oosten en tot Zuid-Afrika in het zuiden. Ook komt Mops pumilus voor op verscheidene eilanden zoals Madagaskar, de Comoren, Mayotte, Aldabra (Seychellen), Pemba en Zanzibar (Tanzania), Bioko en Annobón (Equatoriaal-Guinea) en Sao Tomé (Sao Tomé en Principe).
Mops pumilus komt voor in diverse landschappen, variërend van semi-aride gebieden via savannes tot tropische regenwouden en zelfs berggebieden in de Kaapprovincie. Ook wordt deze vleermuis in bebouwde gebieden aantroffen. Groepen variëren van enkele exemplaren (vijf tot twintig) tot honderden individuen.